# Pałac Prymasowski w Bratysławie

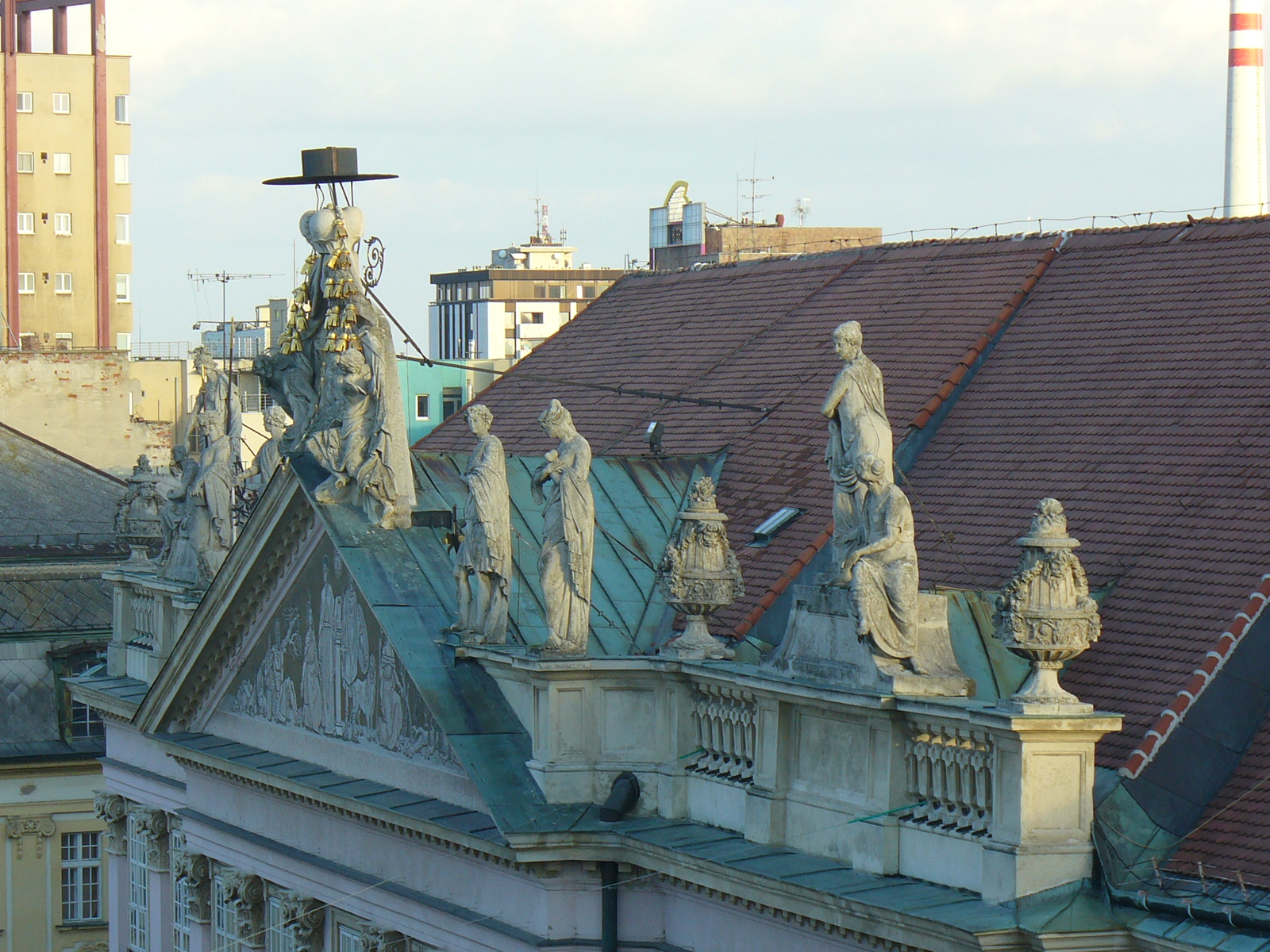
Zwieńczenie fasady kapeluszem kardynalskim i grupą rzeźb

Pałac Prymasowski w Bratysławie (słow. Primaciálny palác, węg. prímási palota) – neoklasycystyczny pałac w Bratysławie, położony na Starym Mieście, obecnie pełni funkcję ratusza.

## Historia
Pałac wybudowano w latach 1778–1781 dla arcybiskupa i kardynała Józsefa Batthyányego według projektu architekta Melchiora Hefele. W tym miejscu już od XIV wieku znajdowała siedziba biskupia, a od XVI wieku w Bratysławie rezydowali węgierscy prymasi, zagrożeni w Esztergomie przez Turków. József Batthyány uznał, że poprzednia siedziba jest za mała dla jego potrzeb.
Różową fasadę potężnej czteroskrzydłowej i trójkondygnacyjnej budowli wieńczy trójkątny tympanon z okazałym złoconym herbem arcybiskupa na szczycie, przykrytym kapeluszem kardynalskim olbrzymich rozmiarów.
Pałac stał się znany w 1805, kiedy w Sali Lustrzanej Francuzi i Austriacy podpisali pokój w Preszburgu. Odbywały się tutaj czasem także sesje węgierskiego sejmu, który w I połowie XIX wieku miał siedzibę w niedalekim budynku Uniwersytetu. W 1848 cesarz Ferdynand I Habsburg podpisał tutaj dokument sankcjonujący powstanie pierwszego samodzielnego węgierskiego rządu.
W 1903 kupiło go miasto i podczas prac remontowych znaleziono w skrytce w ścianie sześć nieznanych gobelinów z XVII wieku, opisujących legendę Hero i Leander. Wykonano je w angielskiej manufakturze Mortlake, a projektantem był Francis Clyna (prawdopodobnie z udziałem Rubensa i van Dycka). Wykonała je grupa tkaczy flamandzkich Philipa de Maechta.
Obecnie w pomieszczeniach budynku znajdują się eksponaty Galerii Miasta Bratysławy, tj. gobeliny angielskie i obrazy. Można także oglądać bogato zdobione sale, dzieła sztuki, meble i przedmioty z XVIII i XIX wieku. Pałac jest również siedzibą burmistrza miasta stołecznego Bratysławy.